# Пляс-Вандом

Кварталы I округа Парижа

Пляс-Вандо́м (фр. Quartier de la Place-Vendôme) — 4-й административный квартал I округа Парижа. Квартал берёт свое название от расположенной в нём Вандомской площади, при этом написание названий трёх одноимённых объектов во французском языке различается. Так, фр. la place Vendôme означает собственно Вандомскую площадь, фр. la Place Vendôme — метонимическое название министерства юстиции Франции, а фр. la Place-Vendôme — административный квартал I округа.

## Местоположение

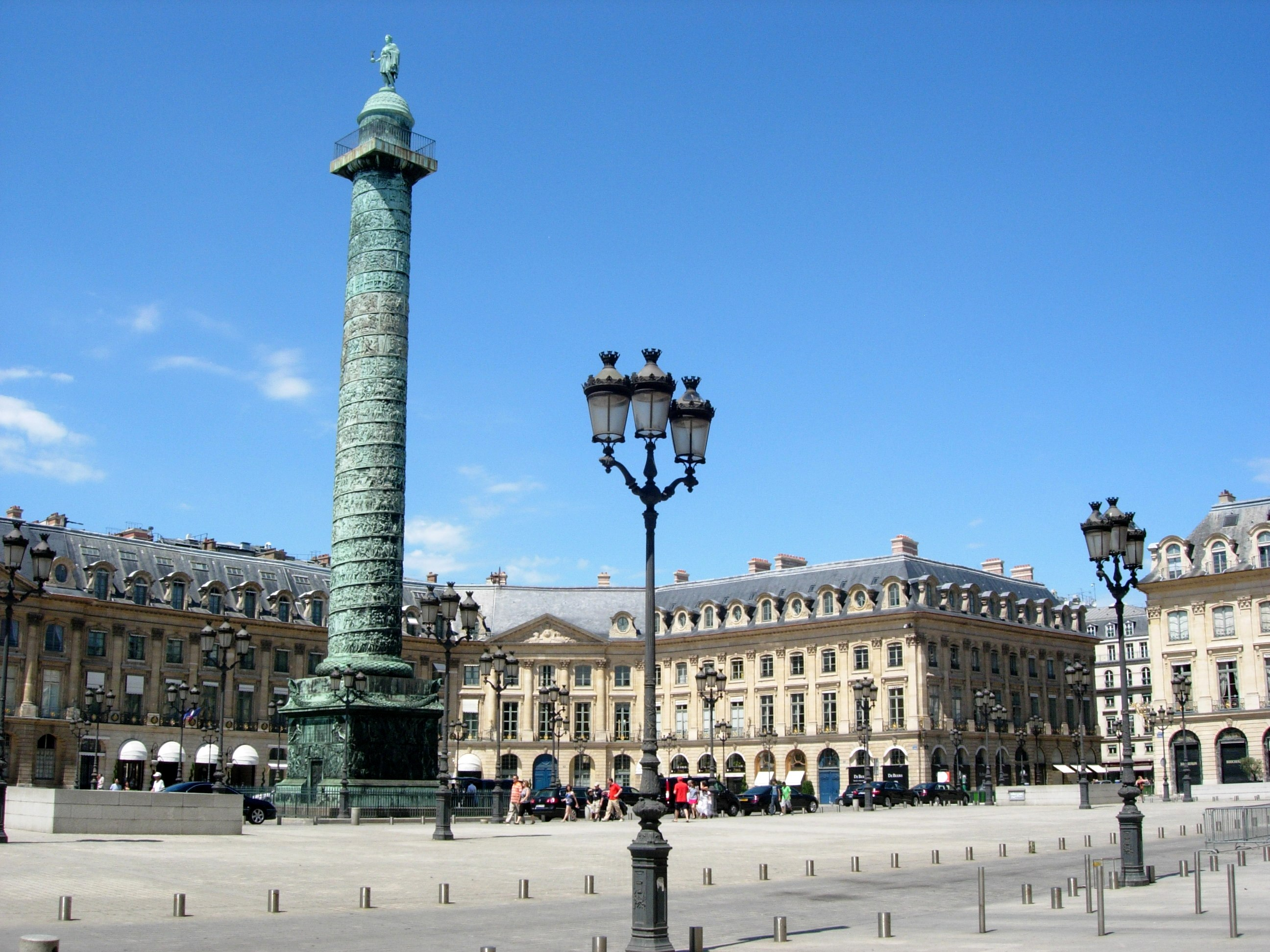
Вандомская площадь

Квартал Пляс-Вандом расположен на западе I округа Парижа, на правом берегу Сены. С запада граничит с VIII округом, с севера — со II округом, с востока — с кварталом Пале-Руаяль, с юга — с кварталом Сен-Жермен-л’Оксеруа. Площадь округа составляет 27 га.

## Население
Численность населения квартала менялась следующим образом :
| Год (национальная перепись) | Население | Плотность населения (жителей на кв.км) | Динамика по сравнению с предыдущей переписью |
| --------------------------- | --------- | -------------------------------------- | -------------------------------------------- |
| 1860                        | 15 123    |                                        |                                              |
| 1954                        | 7 420     | 27 481                                 |                                              |
| 1962                        | 6 661     | 24 670                                 |                                              |
| 1968                        | 5 923     | 21 937                                 |                                              |
| 1975                        | 4 214     | 15 811                                 |                                              |
| 1982                        | 3 252     | 12 044                                 |                                              |
| 1990                        | 3 116     | 11 541                                 | −4,2 %                                       |
| 1999                        | 3 044     | 11 274                                 | −2,3 %                                       |

## История
Пляс-Вандом как административно-территориальная единица Парижа была впервые создана в 1790 году, в ходе реформ революционной администрации города. В 1792 году эта территория получила название Section des Piques, а в 1795 году — нынешнее название Пляс-Вандом. Границы квартала проходили по улицам Rue des Petits-Champs, Rue Louis-le-Grand, Rue de la Chaussée-d’Antin, Rue Saint-Lazare (Paris), Rue de l’Arcade, Rue Pasquier, Фобур Сент-Оноре и Rue Saint-Honoré до Вандомской площади.
Новый административный округ Пляс-Вандом был создан указом Наполеона III от 1 ноября 1859 г., который описал квартал следующим образом: «[Квартал] Пляс-Вандом. Линия от улицы Риволи и по оси улиц Rue Saint-Florentin, Rue du Chevalier-de-Saint-George, Rue Duphot, Rue des Capucines, Rue des Petits-Champs, Rue Saint-Roch и du Dauphin. И улица Риволи до начала».»